# Corps des gardes-frontière
Le Corps des gardes-frontière Cgfr (en allemand : Grenzwachtkorps GWK ; en italien : Corpo delle guardie di confine Cgcf ; en romanche : Corp da guardias da cunfin Cgc ; en anglais : Swiss Border Guard SBG) était la formation armée de l'Administration fédérale des douanes en Suisse. Ce corps a été fondé le 1er janvier 1894, conformément à la Constitution fédérale qui confère à la Confédération les compétences policières pour l'accomplissement des tâches douanières. Il constituait l'organe fédéral de sécurité civile le plus important du pays. Le 1er janvier 2021, il a été intégré dans le domaine de direction « Opérations ».[pas clair]

## Historique

### Covid-19
En 2020, lors de la crise du Covid-19, les tâches du Cgfr ont été renforcées. Le Cgfr était en sous-capacité pour assurer la fermeture de nombreux postes frontières et de la canalisation d'un trafic restreint dans les postes frontières principaux. Par conséquent, la police militaire ainsi qu'un bataillon de milice ont été détachés pour suppléer aux tâches du Cgfr soit 8 000 militaires.
À la suite des restrictions à la circulation aux frontières appliquées par deux ordonnances du Conseil Fédéral entre le 19 mars 2020 et le 15 juin 2020, le Cgfr appuyé par l'armée a opéré 112 049 refoulements et a admis 16 854 personnes à traverser la frontière dans le cadre des exceptions contenues dans les ordonnances fédérales (réunions de famille, motifs professionnels impérieux, audiences judiciaires, ou autre). En outre, plus de 8 000 amendes et 15 000 infractions (franchissement illicite de frontière, tourisme d'achat ...) ont été sanctionnées sur cette même période.
Aucun chiffre n'a été émis par le Cgfr concernant le refoulement éventuel de personnes en demande d'asile ou leur traitement aux frontières de la Suisse durant la période de pandémie.

## Organisation

### Échelon tactique
Le Cgfr pouvait être appuyé par la Formation Spéciale de l'Administration Fédérale des Douanes, soit une brigade d'élite mobile déployée pour des opérations spécifiques. 

## Tâches

### Tâches douanières
Le Corps des gardes-frontière était chargé du contrôle des marchandises touristiques, c'est-à-dire des marchandises destinées à un usage personnel et non commercial. Il contrôlait, entre autres, les franchises quantitatives  et valeur et si les marchandises pouvaient légalement entrer sur le territoire douanier suisse.

### Tâches relevant du domaine des migrations
Les agents du Cgfr avaient accès au Système d'Information Schengen (SIS) ainsi qu'à la base de données EURODAC concernant l'asile.

## Priorités d'engagement

### Aéroports
Les gardes-frontière contrôlaient la migration dans les aéroports internationaux (excepté celui de Zürich-Kloten), principalement pour les vols hors-Schengen. Ils s'occupaient aussi des contrôles douaniers pour tous les aéroports. 

### Missions internationales
Depuis 2011, le Corps des gardes-frontière a participé à la surveillance des frontières extérieures de l'UE, qui est coordonnée par l'Agence européenne Frontex. De 2011 à 2019, 40 agents du Cgfr ont été détachés auprès de l'agence chaque année pour 1 200 jours de travail auprès de cette dernière.
À partir de 2019, seize experts pour des engagements de deux ans et 59 experts pour des engagements d’une durée maximale de quatre mois doivent être détachés par la Suisse auprès de Frontex chaque année jusqu’en 2027. Ces experts peuvent être envoyés par l’Administration Fédérale des Douanes, mais également par le Secrétariat d'État aux migrations et/ou les cantons.
Les experts de l'Administration fédérale des douanes détachés auprès de Frontex sont formés à la détection de faux documents, au pistage des véhicules, à l’utilisation de chiens dans le contrôle des frontières. Ils recueillent des informations auprès des personnes migrantes concernant leurs parcours dans le but de couper les routes migratoires.
Depuis 2012, la Suisse a déployé des agents du Cgfr à l'étranger, notamment des officiers de liaison dans des pays hors UE afin de renforcer la détection de faux documents et d'empêcher les personnes de quitter le territoire d'un Etat tiers pour la Suisse. Ces officiers sont appelés ALO (pour Airline Liaison Officer) et sont sous la coordination du Département fédéral des affaires étrangères, du Département fédéral de justice et police et du Département fédéral des finances.

## Galerie

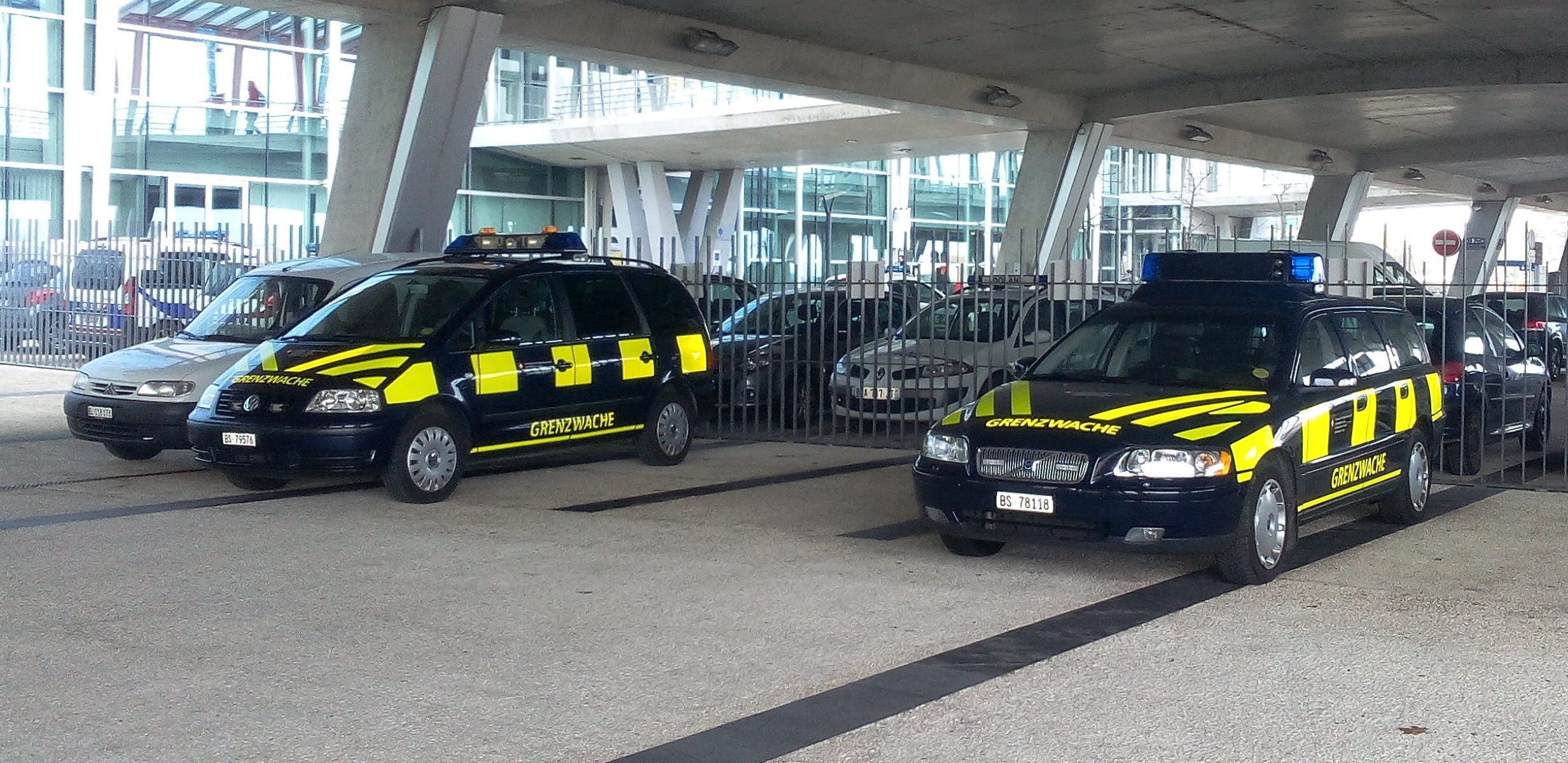
Véhicules d'intervention à l'aéroport international de Bâle-Mulhouse-Fribourg en 2015.
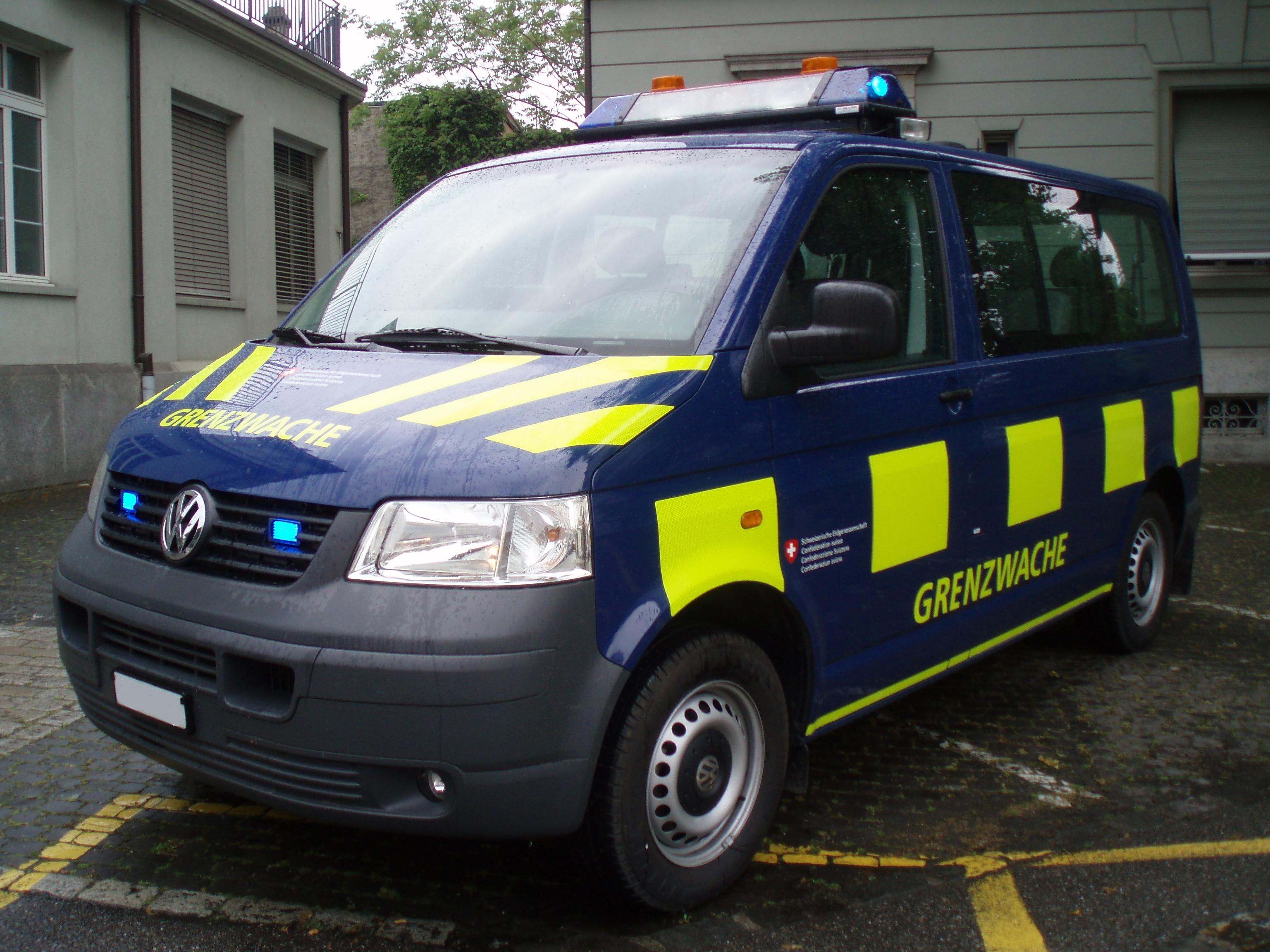
Véhicule d'intervention en 2007.
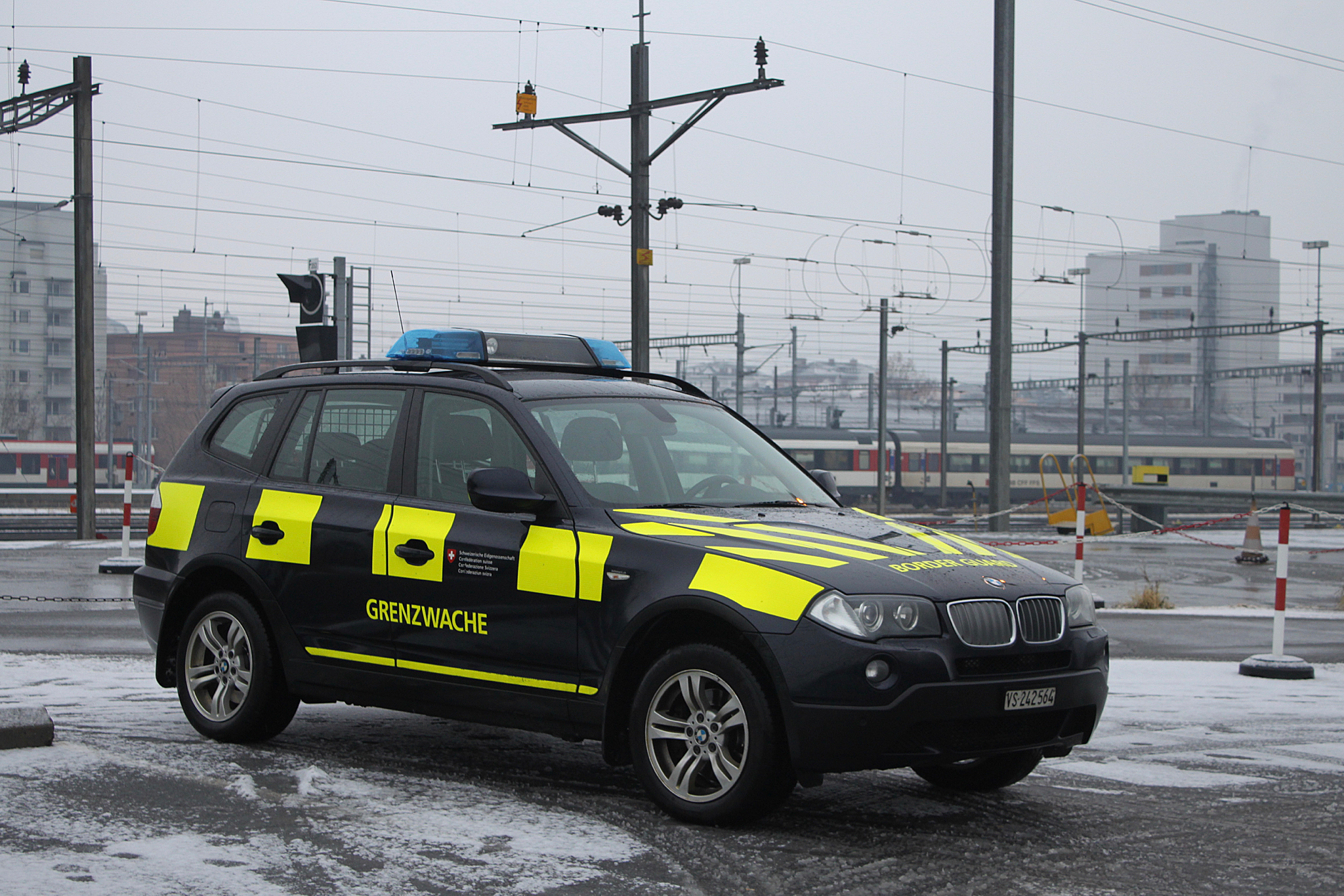
Véhicule d'intervention à Brigue en 2017.
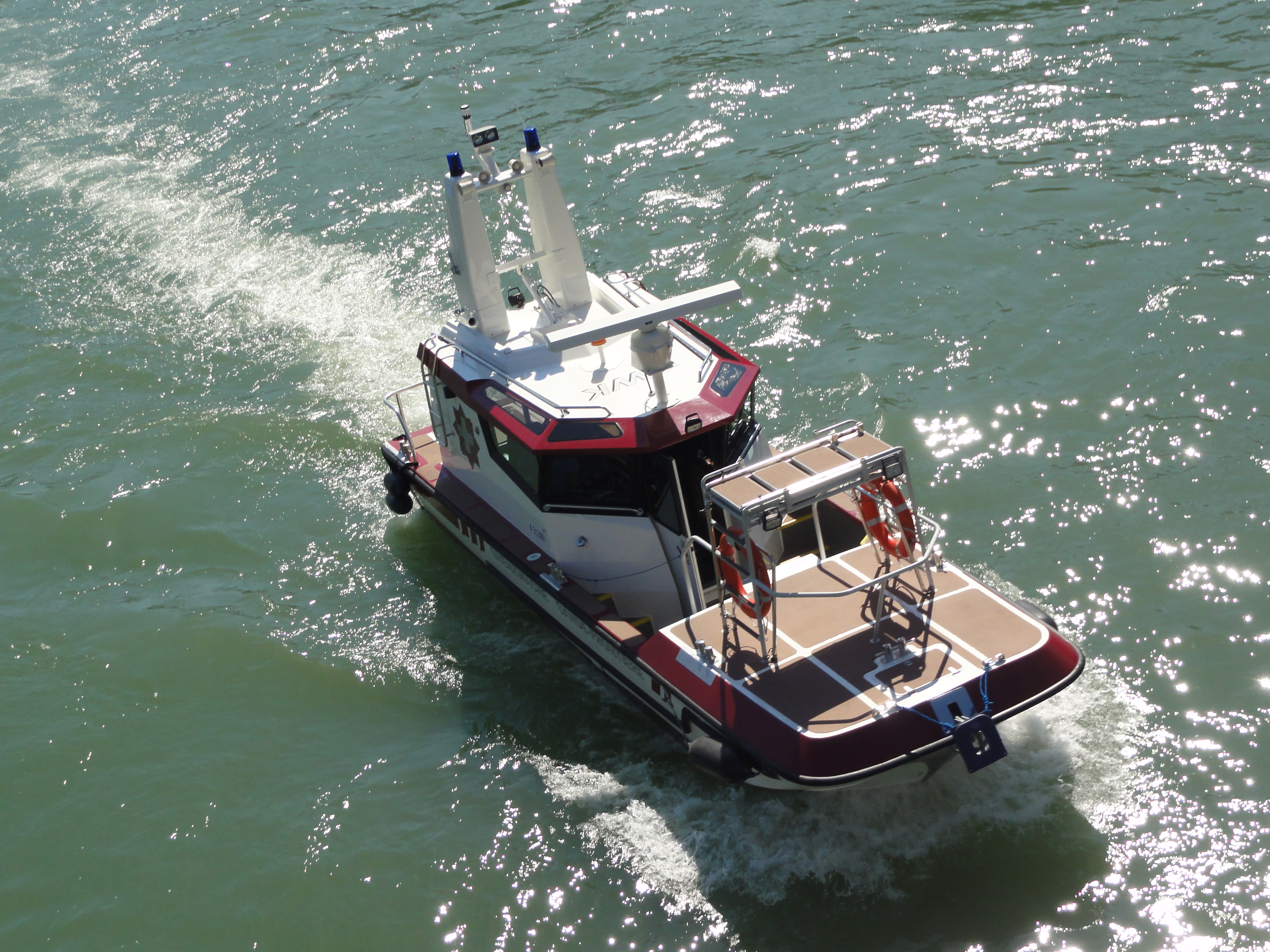
Bateau sur le Rhin à Bâle en 2012.